# قائمة الكنائس المسيحية في قطر
يوجد بقطرعدد قليل من الكنائس المسيحية وهذه الكنائس تمثل الطوائف المسيحية الثلاثة الأرثوذكسية والكاثوليكية والبروتستانتية.

## قائمة الكنائس الكاثوليكية
أنظر أيضا: الرومانية الكاثوليكية في قطر
- كنيسة سيدة الوردية

- كنيسة المالانكارا الهندية الكاثوليكية[2]
- كنيسة الملبار الهندية الكاثوليكية[3]

## قائمة الكنائس البروتستانتية
قائمة الكنائس البروتستانتية 
- الكنيسة الأنجليكانية
- كنيسة القديس توما لجنوب الهند الأنجليكانية الدوحة
- كنيسة عمانوئيل مار توما
- كنيسة الاخوة بالدوحة
- كنيسة الأخوة أبن عازر
- كنيسة عمانويل تيلوجو
- خدمة كلمة الله الدولية
- كنيسة الله الهندية الخمسينية الدوحة
- كنيسة الله في قطر [5]
- كنيسة المسيح بالدوحة
- بيت ايل جماعة الله
- كنيسة طريق الحياة
- كنيسة الشركة بالدوحة
- اتحاد الكنائس الإنجيلية قطر
- كنيسة عائلة الرب

## قائمة الكنائس الأرثوذكسية
قائمة الكنائس الأرثوذكسية 
- كنيسة الرسولان بطرس وبولس القبطية الأرثوذكسية [7][8]
- كنيسة مالانكارا الهندية الأرثوذكسية
- كنيسة القديس يعقوب مالانكارا الهندية الأرثوذكسية اليعقوبية السريانية
- كنيسة القديس بطرس مالانكارا الهندية الأرثوذكسية اليعقوبية السريانية
- كنيسة القديسين اسحق وجاورجيوس للروم الأرثوذكس [9]

## روابط خارجية
- كنيسة الشركة بالدوحة